# 探偵ファイル
探偵ファイル（たんていファイル）は、事件、芸能ニュース、サブカルチャー等を掲載する情報サイト。運営しているのは「フィーノ社」。

## 概要
- 2001年7月に前身となるウェブサイト「探偵ゲーム」を開設。
- 2001年8月に渡邉文男のコラムとして「スパイ日記」が連載開始。その後「スパイ日記」を含む複数のコーナーを纏めた「探偵軍団」というコンテンツが出来る。
- 2002年に「探偵軍団」の各コーナーが、サイトのメインコンテンツとなり、サイト名（トップページのタイトル）が、「探偵ゲーム」から「探偵軍団」、更に「探偵ファイル」へと変更された。
- 2009年累計28億アクセス突破。
- 2011年5月18日「探偵ファイルiPhone版」AppStoreにて配信開始。
- 2016年11月　サイトリニューアル。

### 告発記事
- 娯楽記事だけではなく、ユーザーから表沙汰になり難い情報提供を探偵ファイルが受け、訴訟・告訴・告発に繋がる事件の解明を被害者に代わって行い、加害者を逮捕に導く調査活動も行っていた。探偵ファイルが手掛けたメジャーなものとしては「福岡猫虐待事件」（2002）や「カナヤマン事件（アイドルメーカー・エッジ会長による女子高生連続強姦事件）」(2005-2006)、「1億円えっち男事件（佐々木某）」(2005-2009)、「強欲男」(2010)等がある。追及のみで逮捕には至らないケースもある。

## コーナー
スパイ日記
時事的なニュースの話題やBOZZのコラムなど、事件、裏ネタ、パロディを扱う。
芸能＆ニュースウォッチ探偵
芸能ニュースと話題の情報を配信する。
探偵魂
ガルエージェンシーの探偵による体験談など、現役の探偵による更新記事である。
あぶない探偵オールウェイズ
過去の人気記事など。

## 記者
- 渡邉文男（管理者、主筆）
- 宅八郎（2005年3月 - 6月まで執筆）[要出典]

- 山木陽介

- 桜井えりす (2004年1月 - 2015年夏)[要出典]

- 美咲沙耶(2007年7月死亡[1][出典無効][2][出典無効])

- 中園愛 (執筆:2007年1月下旬[3][出典無効] - 2008年死亡[2][出典無効])

- 梅宮貴子(2006年-2014年執筆) - 2016年12月9日夜に虚血性心不全を発症し翌日10日に死亡確認。41歳没。[4]

## 関連書籍
- 『探偵ファイル CD-ROM付属』
- 『あぶない探偵』
- 『探偵ファイル THE DVD 〜あぶない探偵（バカ）〜』